# Marjan Radeski
Marjan Radeski (en macedonio: Марјан Радески; Prilep, 10 de febrero de 1995) es un futbolista macedonio que juega en la demarcación de delantero para el F. C. Struga de la Primera División de Macedonia del Norte.

## Selección nacional
Tras jugar con la selección de fútbol sub-19 de Macedonia del Norte y la sub-21, finalmente debutó con la selección absoluta el 18 de junio de 2014. Lo hizo en un partido amistoso contra China que finalizó con un resultado de 2-0 a favor del combinado chino tras los goles de Yu Hanchao y Gao Di.

### Goles internacionales
| # | Fecha              | Estadio                                    | Oponente   | Gol | Resultado | Competición |
| - | ------------------ | ------------------------------------------ | ---------- | --- | --------- | ----------- |
| 1 | 29 de mayo de 2016 | Sportplatz Bad Erlach, Bad Erlach, Austria | Azerbaiyán | 0-1 | 1–3       | Amistoso    |

## Clubes
| Club               | País                | Año       | Partidos | Goles |
| ------------------ | ------------------- | --------- | -------- | ----- |
| FK 11 Oktomvri     | Macedonia del Norte | 2011-2012 | 10       | 1     |
| FK Metalurg Skopje | Macedonia del Norte | 2012-2015 | 85       | 19    |
| KF Shkëndija       | Macedonia del Norte | 2015-2020 | 136      | 42    |
| Akademija Pandev   | Macedonia del Norte | 2020-2021 | 34       | 9     |
| F. C. Shkupi       | Macedonia del Norte | 2021-2022 | 31       | 6     |
| F. C. Pyunik       | Armenia             | 2022      | 11       | 0     |
| F. C. Struga       | Macedonia del Norte | 2023-     | 93       | 24    |

## Palmarés

### Campeonatos nacionales
| Título                                  | Club         | País                | Año  |
| --------------------------------------- | ------------ | ------------------- | ---- |
| Copa de Macedonia                       | KF Shkëndija | Macedonia del Norte | 2016 |
| Primera División de Macedonia           | KF Shkëndija | Macedonia del Norte | 2018 |
| Copa de Macedonia                       | KF Shkëndija | Macedonia del Norte | 2018 |
| Primera División de Macedonia del Norte | KF Shkëndija | Macedonia del Norte | 2019 |
| Primera División de Macedonia del Norte | F. C. Shkupi | Macedonia del Norte | 2022 |
| Primera División de Macedonia del Norte | F. C. Struga | Macedonia del Norte | 2023 |
| Primera División de Macedonia del Norte | F. C. Struga | Macedonia del Norte | 2024 |